# Up (1984)
Up (deutsch etwa Hoch oben) ist ein US-amerikanischer Kurzfilm von 1984 von Mike Hoover, der den Film auch produzierte, wofür er bei den 57. Academy Awards 1985 mit einem Oscar in der Kategorie „Bester Kurzfilm“ (Live Action) belohnt wurde.

## Inhalt
Ed Cesar lässt seinen Falken frei, der bisher bei ihm gelebt hat. Um das Tier wieder einmal zu sehen, begibt er sich im Westen der USA nach einiger Zeit mit seinem Flugdrachen auf die Suche nach seinem alten Freund. Auf seiner Reise durch die Lüfte begegnet er bei einem Stopp auf einem Hügel einem Jungen, dem er anbietet, ihm die Welt einmal aus der Vogelperspektive zu zeigen.

## Produktion
Es handelt sich um eine Produktion von Pyramid Media. Die Musik mixten Mark A. Rozett, Hiroaki ’Zom’ Yamamoto.

## Auszeichnungen
Academy Awards 1985:
- Oscar für Mike Hoover und den Kurzfilm Up

Montreal World Film Festival 1985:
- Preis der Jury in der Kategorie „Kurzfilm“ für Mike Hoover und Tim Huntley